# Gauldry
Gauldry är en by i Fife i Skottland. Byn är belägen 51,8 km 
från Edinburgh. Orten har 690 invånare (2016).